# Jáchym Ondřej Šlik
Jáchym Ondřej Šlik z Holíče, hrabě z Pasounu (německy Joachim Andreas von Schlick, Graf von Passaun und Weißkirchen, 9. září 1569, Ostrov – 21. června 1621, Praha) byl český šlechtic pocházející z rodu Šliků, luteránského rodu původem z Chebska.

## Mládí
Narodil se jako syn Julia Šlika z Pasounu a jeho manželky Anny Marie Ungnadové ze Sonnegu. Jáchym Ondřej studoval na jenské universitě, kde poté několik let působil jako její rektor, a pracoval devět let u drážďanského dvora jako vychovatel saských princů, např. Jana Jiřího, který se později stal saským kurfiřtem a vystupoval v politice během třicetileté války.

## Stavovské povstání
V jednáních české stavovské opozice se angažoval již od roku 1608. Patřil k čelným představitelům luteránů v českých zemích. Za vlády Matyáše Habsburského se v roce 1611 stal královským maršálkem.[zdroj?] Roku 1618 se účastnil třetí pražské defenestrace, pravděpodobně byl jedním z jejích vykonavatelů.[zdroj?] Právě on přesvědčil Slezsko a Lužici, aby se k českému stavovskému povstání přidaly. Od „zimního krále“ Fridricha Falckého, k jehož zvolení značně přispěl, pak získal úřad nejvyššího zemského sudího a stal se rovněž fojtem (zemským správcem) Horní Lužice.
Během bitvy na Bílé hoře nevelel moravskému pluku německých žoldnéřů, jak se někdy chybně uvádí. Moravskému pluku velel jeho bratranec, plukovník hrabě Jindřich Šlik (1580–1650), který zažil skvělou vojenskou kariéru (po vstupu do habsburských služeb se později stal císařským polním maršálem, prezidentem vídeňské válečné dvorní rady[zdroj?]).

## Před popravou
V neklidné době před popravou ještě stačil napsat dopis saskému agentovi v Praze, Bartoloměji Brunnerovi, svému dávnému příteli, který mu slíbil, že ho doručí zemskému komisaři, knížeti Karlovi z Lichtenštejna. V té době ještě Šlik zastával funkci hornolužického fojta neboli zemského správce. Tuto pozici získal od uprchlého krále Fridricha Falckého.
Tento dopis ze 17. ledna 1621 je pokornou prosbou určenou Lichtenštejnovi, který byl příbuzným jeho ženy. Žádá ho o přímluvu u císaře a doufá, že bude veřejnou omluvou stavovským úředníkům učiněno zadost. Navíc věřil, že mu pomůže zásluha na vyhnání Fridricha. Celou tuto prosbu sepisuje Šlik hlavně kvůli svému zkonfiskovanému majetku. Ke konfiskaci došlo tehdy u všech emigrantů. Věděl, že v politice mohou uspět jen ti, kteří se dokážou "obrátit" a přiznat "chybu". Od všeho se distancoval a udělal se nevinným. Aby mu to ovšem vůbec někdo uvěřil, vyznal toto: "...o svolání sjezdu do Karolina vedle jiných usiloval a druhou apologii vlastnoručně koncipoval a po schválení stavů ji tisknouti dal." V tomto listě na svou obhajobu zacházel Šlik až na pokraj vlastní důstojnosti. Zejména poukazuje na nespravedlnost, že dětem generálů Thurna a Felse (také emigrantům) byl ponechán majetek a jemu ne, a to i přesto, že neměl nic proti stavům a jejich uspořádání. (Mimochodem tento generál Thurn také psal dopis na svou obhajobu, a to 16. ledna 1621. Adresoval ho moravským stavům, kapituloval v něm hlavně proto, aby se zavděčil druhé straně.) Thurna a Felse označuje mimo jiné Šlik jako buřiče a šiřitele zla. Brunner, kterému se dopis dostal do ruky jako prvnímu, ho také sám přečetl a měl několik připomínek týkajících se planých výmluv. Zároveň však pochválil skvělý nápad na tzv. pacifikaci Slezska, kterou by si mohl získat ztracenou císařovu přízeň. Z jiného pohledu byl ovšem tento Šlikův nápad fiaskem. Nebyl to snad Šlik, kdo před půl třetím rokem burcoval Slezany a Lužičany k povstání? Bartoměj Brunner však opět radí, aby se Jáchym přidal plně na císařovu stranu (a svou důstojnost tím více pohřbil). Následovala řada dopisů, v nichž se stále více a více zamotával do své údajné neviny a slíbených náprav. Nezvládl zkrotit Slezany, kteří již tou dobou byli svěřeni do péče vévody Jana Jiřího. Asi nejvíce proslul jeden z jeho posledních dopisů, v němž se odvolává na spravedlnost Boží a císařovu do takové míry, že byl celý list považován za ironii a výsměch. Zároveň však přitáhl pozornost dvorských katolíků, zejména Viléma Slavaty z Chlumu a Košumberka, který stať opsal do svých pamětí.
Karel I. z Lichtenštejna měl do Vídně poslat návrh proskripční listiny, avšak Šlika do ní nenapsal. I přes tuto snahu se v samotné listině ze 6. února 1621 Jáchym Ondřej objevil, a to hned na prvním místě.
Lužice se nakonec poddala saskému kurfiřtovi, a proto Šlik zmizel na krátkou dobu do ciziny a tím těsně unikl zatykači. Tajně se však do Čech vrátil a skrýval se u svého synovce Kryštofa z Redernu na Frýdlantě, než byl v březnu roku 1621 dopaden a zatčen. Saští špehové dle zašifrování "jelena dostihli u Rederna" a Šlika odvlekli do Drážďan. Jeho žena se sice o záchranu svého muže snažila, seč mohla, a to i za cenu, že při této "cestě" byla trojnásobně oloupena, nicméně její pokusy nepřinesly žádné výsledky. Šlik byl odsouzen ke ztrátě cti, hrdla a majetku.

## Poprava

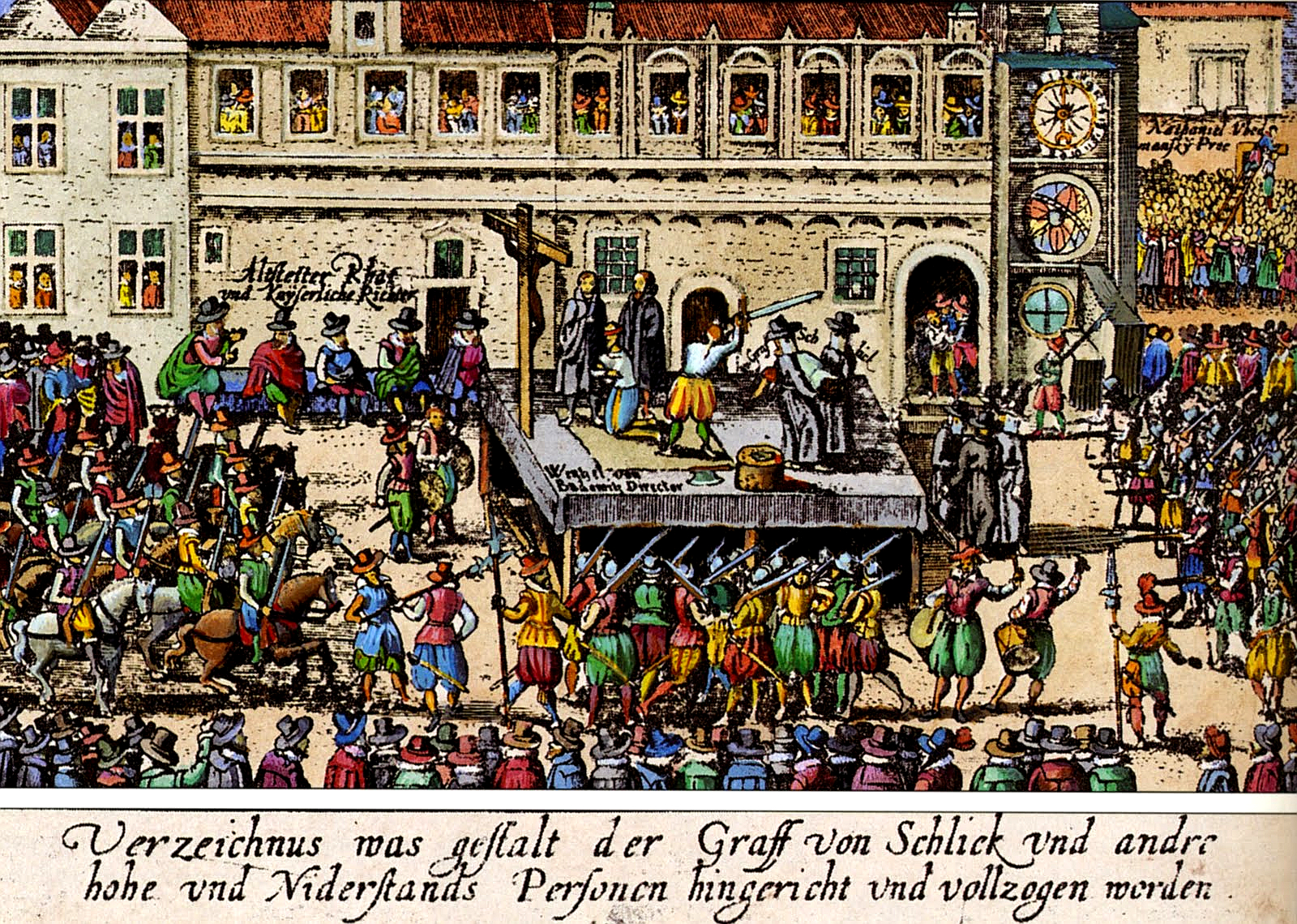
Poprava na Staroměstském náměstí

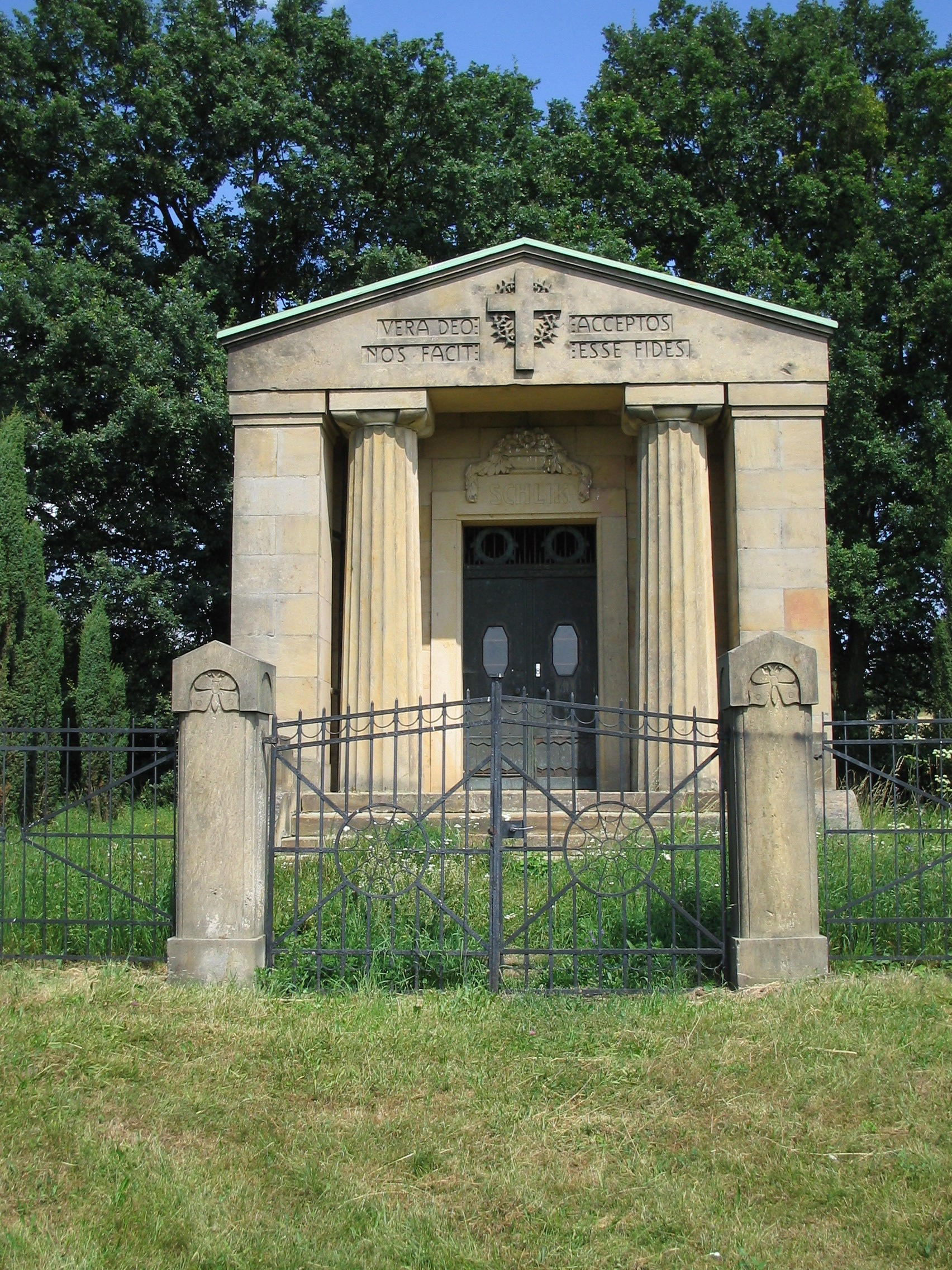
Veliš, Mauzoleum rodiny Šliků, plán provedl Weinzettl

Popraven byl 21. června 1621 na Staroměstském náměstí, nejdříve byl sťat, poté mu kat uťal pravici. Původní verdikt ovšem zněl čtvrcení zaživa. Tato poprava se stala známá jako poprava 27 českých pánů. Popraven byl jako první. Kat Jan Mydlář jeho hlavu s rukou položenou na ústa pověsil na Staroměstskou mosteckou věž. Šlikovské statky Kurovodice u Mnichova Hradiště a Svijany u Turnova byly zabaveny a roku 1622 prodány Albrechtovi z Valdštejna.

## Tělo
V květnu 1622 dovolil Karel z Lichtenštejna po častých prosbách hraběnky Šlikové a dalších příbuzných, aby byla Šlikova lebka sňata a s veškerými obřady pohřbena k tělu v hrobce pod kazatelnou u sv. Salvátora na Starém Městě pražském – tuto dal vlastním nákladem vystavět, dokonce ji v roce 1613 sám navrhoval. Pravděpodobně v letech 1631–1632 byla jeho hrobka vyprázdněna za saského vpádu, v podezření byli pauláni, o lebce psal v roce 1862 F. B. Mikovec v časopisu Lumír, v roce 1913 ji údajně jednoznačně identifikoval Josef V. Lukášek – podle zvláštního čočkovitého výrůstku na temeni, tuto lebku měl údajně v držení generál hrabě František Jindřich Šlik (1789–1862), dříve ji měl vlastnit jeho otec Josef Šlik, který ji zdědil po Leopoldu Antonínu Šlikovi (1663–1723), je však pochybné, proč by se tato tak ceněná lebka dostala do držení vedlejší hauensteinské větve rodu, lebka byla uložena v zámecké kapli v Kopidlně, poté ji přenesli do rodinné hrobky Šliků na hřbitově ve Veliši u Jičína. Je možné, že fámu o paulánské exhumaci rozšířila jeho vlastní rodina, aby utajila pravé místo posledního spočinutí nebožtíka. V roce 1767 napsal jáchymovský děkan Antonín Jäckel ve farní kronice, že při stavbě sakristie zdejšího kostela zde našli nepopsanou rakev s tělem bez hlavy zahaleném v nachovém sametu a měl jím být Šlik – toto vzniklo ve spojení s tím, že Šlikův dědeček, Jáchym, toto město založil, při pozdějším pátrání se však tato nenašla, další spekulací je tajný pohřeb těla v Plané, kde měl být pochován v rodinné hrobce v kostele Nanebevzetí Panny Marie. Tato spekulace ovšem není podložena, traduje se tak ve vlastivědné literatuře, kostelní krypta byla jiné větve Šliků a otevřena v roce 1828.

## Rodina
rodiče: Ludvík (Julius) Šlik (Ludwig Schlick) († 1575), Anna Marie Ungnadová ze Sunecku
- Jáchym Ondřej Šlik
  - 1. manželka (⚭ 2. února 1598) Anna Marie Libštejnská z Kolovrat († 1616), otec Jaroslav Libštejnský z Kolovrat
    - děti: Anna Marie Sidonie Šliková, manžel (⚭ 1617[zdroj?]) Přemek II. ze Žerotína
    - Alžběta Šliková, manžel Alexius Berka z Dubé (Alexius = Alexej, Alex)
    - Julius Šlik († 1623)

  - 2. manželka Anna Kateřina ze Smiřic († 1610), rodiče: Jindřich Smiřický, Alžběta z Valdštejna
  - 3. manželka Uršula Žofie z Oppersdorffu (1589–1649)

sourozenci:
- Alžběta (Elizabeth) Šliková, manžel (⚭ 21. listopadu 1594) Beneš Libštejnský z Kolovrat (* 5. ledna 1568, † 12. dubna 1617 v Praze)
- Jan Albín Šlik[zdroj?]